# Droga ekspresowa H4 (Słowenia)
Droga ekspresowa H4 (słoweń. Hitra cesta H4) – droga ekspresowa w Słowenii. Umożliwia dojazd z Lublany do Gorycji, a także na włoski odcinek wybrzeża Adriatyku i do Wenecji. Równolegle do trasy biegnie droga regionalna nr 444.

## Historia
Budowę drogi rozpoczęto około 1990 roku. W kolejnych latach stopniowo oddawano do użytku kolejne odcinki. Zakończenie budowy nastąpiło w 2009 roku.
| Z       | Do       | Długość | Data otwarcia |
| ------- | -------- | ------- | ------------- |
| Selo    | Šempeter | 11,8 km | 24.05.1996    |
| Vipava  | Selo     | 11,5 km | 25.10.1999    |
| Razdrto | Vipava   | 10,0 km | 13.08.2009    |

## Opłaty
Arteria na całej długości jest płatna, opłatę uiszcza się poprzez wykupienie winiety. Dla pojazdów o masie przekraczającej 3,5 tony obowiązuje elektroniczny system DarsGo.

## Natężenie ruchu
Według danych pomiaru z 2017 roku natężenie ruchu na H4 wynosiło od 9 800 do 16 100 pojazdów.
| Miejsce    | Wynik    |
| ---------- | -------- |
| Razdrto    | 0 14 700 |
| Vipava     | 0 15 900 |
| Ajdovščina | 0 16 100 |
| Selo       | 0 15 900 |
| Vogrsko    | 0 12 400 |
| Šempeter   | 00 9 800 |
| Vrtojba    | 0 11 600 |